# Schizocosa hewitti
Schizocosa hewitti is een spinnensoort in de taxonomische indeling van de wolfspinnen (Lycosidae).
Het dier behoort tot het geslacht Schizocosa. De wetenschappelijke naam van de soort werd voor het eerst geldig gepubliceerd in 1915 door Roger de Lessert.